# 兴隆乡 (五常市)
兴隆乡是中国黑龙江省哈尔滨市五常市下辖的一个乡，位于市境西北部。

## 行政区划
现辖：
兴隆村、新兴村、大沟村、二道村、大房村、民兴村、红兰旗村、永发村、古城村、新五村、梨树村、马鞍山村和兴立村。